# Start (album)
| Recensione | Giudizio |
| ---------- | -------- |
| Rockol     |          |

Start è il dodicesimo album in studio del cantautore data singolo3 = 24 maggio 2019no Luciano Ligabue, pubblicato l'8 marzo 2019 dalla Zoo Aperto. È stato suonato dal vivo per la prima volta domenica 17 marzo 2019 all'Italghisa di Reggio Emilia davanti a poche centinaia di fortunati invitati tramite Spotify o BarMario (fanclub ufficiale di Ligabue). Il cantautore ha dichiarato, in una video diretta sui propri social, che avrebbe suonato la maggior parte delle canzoni dell'album durante lo Start Tour in partenza il 14 giugno 2019.

## Tracce
Testi e musiche di Luciano Ligabue.
1. Polvere di stelle – 4:18
2. Ancora noi – 3:47
3. Luci d'America – 3:29
4. Quello che mi fa la guerra – 3:17
5. Mai dire mai – 4:02
6. Certe donne brillano – 3:22
7. Vita morte e miracoli – 3:02
8. La cattiva compagnia – 3:47
9. Io in questo mondo – 4:01
10. Il tempo davanti – 5:01

## Successo commerciale
L'album debutta direttamente alla prima posizione della classifica FIMI rimanendoci per 2 settimane. Il 18 marzo, durante la prima settimana di rilevazione, Start è stato certificato disco d'oro per le oltre 25 000 copie vendute. Il disco viene certificato platino durante la seconda settimana di rilevazione, il 25 marzo, per aver venduto oltre 50 000 copie e doppio platino per aver venduto oltre 100 000 copie

## Formazione
Musicisti
- Ligabue – voce
- Federico Nardelli – basso, chitarra acustica, chitarra elettrica, chitarra a 12 corde, batterie addizionali, pianoforte, sintetizzatore, farfisa, organo, moog, cori
- Giordano Colombo – batteria, percussioni
- Niccolò Bossini – chitarra in Certe donne brillano
- Max Cottafavi – chitarra in Ancora noi; chitarra acustica in Il tempo davanti
- Federico Poggipollini – chitarra in Quello che mi fa la guerra, Ancora noi, Mai dire mai; cori in Polvere di stelle, Certe donne brillano, Quello che mi fa la guerra; cori addizionali in Ancora noi, Io in questo mondo
- Lenny Ligabue – batteria in La cattiva compagnia; cori addizionali in Ancora noi, Io in questo mondo
- Luca Scarpa – pianoforte in Mai dire mai, Vita morte e miracoli; organo Hammond in Mai dire mai
- Jarno Iotti – cori addizionali in Ancora noi, Io in questo mondo

Produzione
- Federico Nardelli – produttore
- Claudio Maioli – produzione esecutiva
- Giordano Colombo – registrazione
- Pino Pischetola – missaggio
- Antonio Baglio – mastering
- Antonio Chindamo – assistente di studio
- Jacopo Sam Federici – assistente di studio

## Classifiche

### Classifiche settimanali
| Classifica (2019) | Posizione massima |
| ----------------- | ----------------- |
| Italia            | 1                 |
| Italia (vinili)   | 1                 |
| Svizzera          | 7                 |

### Classifiche di fine anno
| Classifica (2019) | Posizione |
| ----------------- | --------- |
| Italia            | 6         |
| Italia (vinili)   | 18        |